# Primogenitura
Primogenitura ili prvorodstvo je ustaljena tradicija nasljedstva gdje prvorođenče ima prednost. 
Često se primjenjuje u monarhijama. Kao mehanizam nasljedstva u nasljednim monarhijama najčešće se primjenjuje neka vrsta primogeniture, ali nije jedina vrsta tradicije niti je najstarija metoda. 

## Agnatička primogenitura
Agnatička primogenitura ili patrilinealna primogenitura, je sustav u kojem pravo nasljedstva ima prvorođeni sin. Samo muškarci mogu naslijediti; žene nemaju nasljedna prava, niti ih imaju njihovi potomci. Nekada najrasprostranjenija, danas se primjenjuje u Lihtenštajnu, Luksemburgu, Jordanu, itd.

## Kognatička primogenitura
Ova vrsta primogeniture favorizira najstarije muško dijete, ali žensko dijete može naslijediti ako monarh nema sina. Naziv agnatičko-kognatička primogenitura rabi se s istim značenjem. Ova vrsta nasljedstva vrijedi, na primjer, u španjolskoj, monegaškoj i britanskoj monarhiji. U prošlosti se uglavnom primjenjivala samo na britanskom otoku i Pirenejskom poluotoku.

## Apsolutna primogenitura
Apsolutna primogenitura je nasljedstvo gdje najstarije dijete ima prioritet, bez obzira na spol. Danas se upotrebljava i naziv puna kognatička primogenitura. Neke su monarhije preuzele ovu vrstu nasljeđivanja krajem 20. stoljeća. Švedska je usvojila apsolutnu primogenituru 1980. godine. Poslije je nekoliko monarhija slijedilo primjer Švedske: Belgija, Nizozemska, Norveška i Danska.

## Matrilinealna primogenitura
Nijedna europska monarhija nema niti je primjenjivala ovu vrstu nasljedstva gdje se muško dijete potpuno isključuje. Neka plemena u Africi primjenjuju matrilinealnu primogenituru.

## Vanjske poveznice
- Primogenitura Hrvatska enciklopedija